# Aulnois-sur-Seille
Pour les articles homonymes, voir Aulnois et Seille.
Aulnois-sur-Seille est une commune française située dans le département de la Moselle, en région Grand Est.

## Géographie
Le village est situé sur la Seille, entre Metz et Nancy.
| Létricourt Meurthe-et-Moselle | Craincourt         |                       |
| Chenicourt Meurthe-et-Moselle | Aulnois-sur-Seille | Lemoncourt            |
| Ajoncourt                     | Fossieux           | Malaucourt-sur-Seille |

### Hydrographie
La commune est située dans le bassin versant du Rhin au sein du bassin Rhin-Meuse. Elle est drainée par la Seille et le ruisseau d'Osson.
La Seille, d'une longueur totale de 137,7 km, prend sa source dans la commune de Maizières-lès-Vic et se jette  dans la Moselle à Metz en limite avec Saint-Julien-lès-Metz, après avoir traversé 57 communes.
Le ruisseau d'Osson, d'une longueur totale de 15,9 km, prend sa source dans la commune de Amelécourt et se jette  dans la Seille en limite d'Aulnois-sur-Seille et d'Ajoncourt, face à Chenicourt après avoir traversé huit communes.

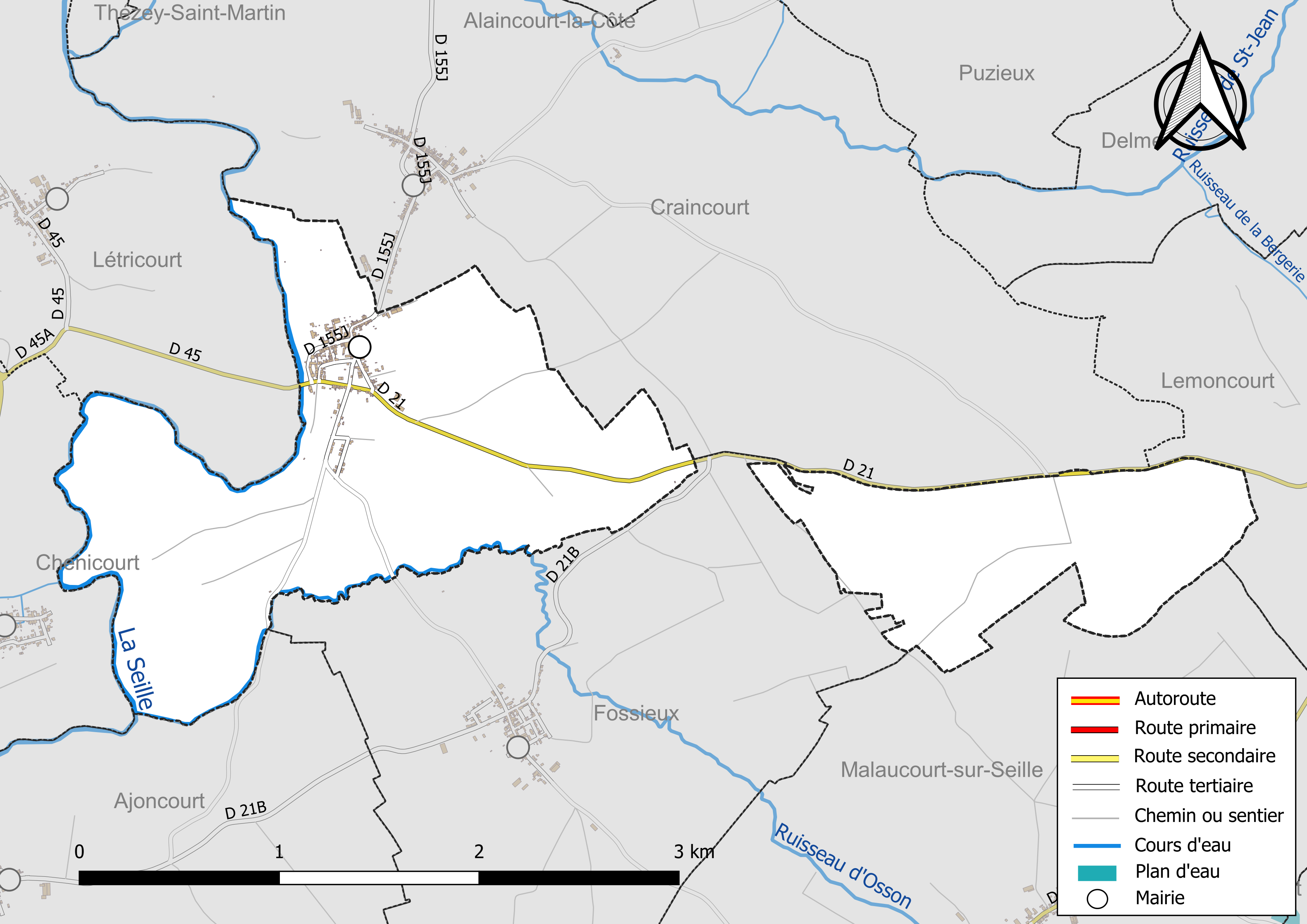
Réseaux hydrographique et routier d'Aulnois-sur-Seille.

La qualité de la Seille et du ruisseau d'Osson peut être consultée sur un site spécial géré par les agences de l’eau et l’Agence française pour la biodiversité.

### Climat
Pour des articles plus généraux, voir Climat du Grand Est et Climat de la Moselle.
En 2010, le climat de la commune est de type climat océanique dégradé des plaines du Centre et du Nord, selon une étude du Centre national de la recherche scientifique s'appuyant sur une série de données couvrant la période 1971-2000. En 2020, Météo-France publie une typologie des climats de la France métropolitaine dans laquelle la commune est exposée à un climat semi-continental et est dans la région climatique Lorraine, plateau de Langres, Morvan, caractérisée par un hiver rude (1,5 °C), des vents modérés et des brouillards fréquents en automne et hiver.
Pour la période 1971-2000, la température annuelle moyenne est de 9,8 °C, avec une amplitude thermique annuelle de 17 °C. Le cumul annuel moyen de précipitations est de 741 mm, avec 11,4 jours de précipitations en janvier et 9,3 jours en juillet. Pour la période 1991-2020, la température moyenne annuelle observée sur la station météorologique de Météo-France la plus proche, « M.n.l. », sur la commune de Goin à 15 km à vol d'oiseau, est de 10,7 °C et le cumul annuel moyen de précipitations est de 678,8 mm. 
La température maximale relevée sur cette station est de 39,5 °C, atteinte le 24 juillet 2019 ; la température minimale est de −16,3 °C, atteinte le 2 janvier 1997,,.
Les paramètres climatiques de la commune ont été estimés pour le milieu du siècle (2041-2070) selon différents scénarios d'émission de gaz à effet de serre à partir des nouvelles projections climatiques de référence DRIAS-2020. Ils sont consultables sur un site spécial publié par Météo-France en novembre 2022.

## Urbanisme

### Typologie
Au 1er janvier 2024, Aulnois-sur-Seille est catégorisée commune rurale à habitat dispersé, selon la nouvelle grille communale de densité à sept niveaux définie par l'Insee en 2022.
Elle est située hors unité urbaine. Par ailleurs la commune fait partie de l'aire d'attraction de Nancy, dont elle est une commune de la couronne,. Cette aire, qui regroupe 353 communes, est catégorisée dans les aires de 200 000 à moins de 700 000 habitants,.

### Occupation des sols
L'occupation des sols de la commune, telle qu'elle ressort de la base de données européenne d’occupation biophysique des sols Corine Land Cover (CLC), est marquée par l'importance des territoires agricoles (84,3 % en 2018), une proportion sensiblement équivalente à celle de 1990 (84,8 %). La répartition détaillée en 2018 est la suivante : 
terres arables (61,8 %), prairies (21,4 %), forêts (10 %), zones urbanisées (5,7 %), zones agricoles hétérogènes (1 %). L'évolution de l’occupation des sols de la commune et de ses infrastructures peut être observée sur les différentes représentations cartographiques du territoire : la carte de Cassini (XVIIIe siècle), la carte d'état-major (1820-1866) et les cartes ou photos aériennes de l'IGN pour la période actuelle (1950 à aujourd'hui).

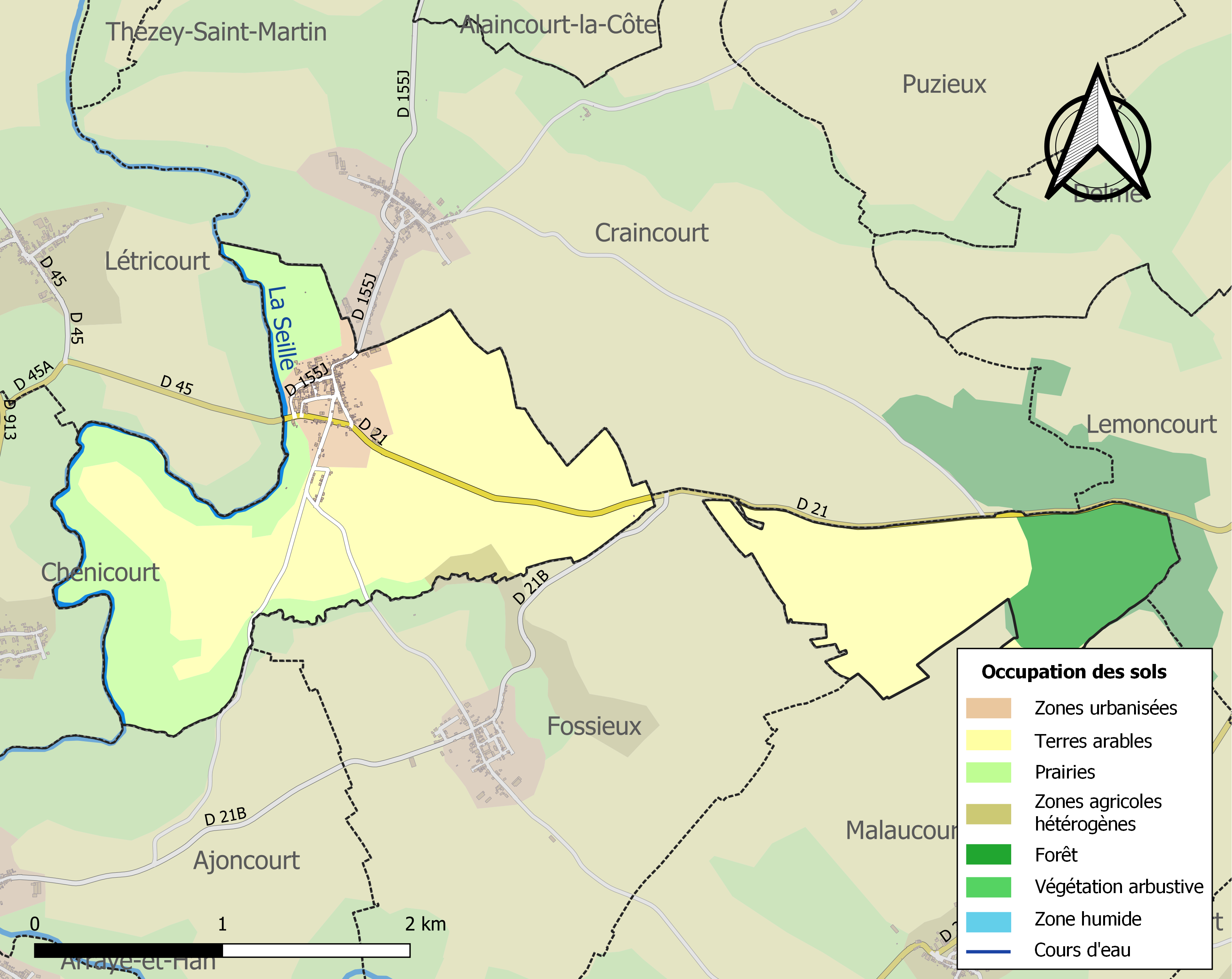
Carte des infrastructures et de l'occupation des sols de la commune en 2018 (CLC).

## Toponymie
- 782 : Alningas[15], 1121 : Alnet, 1329 : Ennoy, 1334-1335 : Anois et Anoi, 1779 : Aulnoy-sur-Seille, 1915-1918 : Erlen.

### Sobriquet
Ancien surnom des habitants de la commune : Lés fihhes meusés d’Anôs (les fiers museaux d’Aulnois).

## Histoire
- Village du ban de Delme.
- La maison forte dépendait de l’évêché de Metz au XIVe siècle, de la famille d’Oriocourt au XVe siècle, de la famille des Armoises à la fin XVIe siècle.
- Charles des Armoises (+1728), gouverneur des enfants du duc Léopold de Lorraine, seigneur du village créé comte d'Aulnois puis marquis en 1726, fit reconstruire le château au XVIIIe siècle.
- Marquisat en 1726.
- De 1790 à 2015, Aulnois-sur-Seille était une commune de l'ex-canton de Delme.

### Les Hospitaliers
La chapelle des Hospitaliers de l'ordre de Saint-Jean de Jérusalem est maintenant désaffectée. Elle comprend un chœur carré XVIe siècle avec oculus, une piscine, des clés de voûte aux armes de la Religion et une nef datant de 1692.
Il existe un hôpital de l'Ordre dès le XIIIe siècle.

## Politique et administration
| Période                                  | Période   | Identité         | Étiquette | Qualité |
| ---------------------------------------- | --------- | ---------------- | --------- | ------- |
| Les données manquantes sont à compléter. |           |                  |           |         |
| mars 1977                                | mars 2001 | André Jeanpierre |           |         |
| mars 2001                                | mars 2014 | Paul Debrin      |           |         |
| mars 2014                                | En cours  | Jean-Luc Provost |           |         |

## Démographie
L'évolution du nombre d'habitants est connue à travers les recensements de la population effectués dans la commune depuis 1793. Pour les communes de moins de 10 000 habitants, une enquête de recensement portant sur toute la population est réalisée tous les cinq ans, les populations de référence des années intermédiaires étant quant à elles estimées par interpolation ou extrapolation. Pour la commune, le premier recensement exhaustif entrant dans le cadre du nouveau dispositif a été réalisé en 2004.

En 2022, la commune comptait 308 habitants, en évolution de +10,79 % par rapport à 2016 (Moselle : +0,52 %, France hors Mayotte : +2,11 %).
| 1793 | 1800 | 1806 | 1821 | 1831 | 1836 | 1841 | 1846 | 1851 |
| ---- | ---- | ---- | ---- | ---- | ---- | ---- | ---- | ---- |
| 303  | 322  | 319  | 345  | 356  | 319  | 316  | 359  | 390  |

| 1856 | 1861 | 1871 | 1875 | 1880 | 1885 | 1890 | 1895 | 1900 |
| ---- | ---- | ---- | ---- | ---- | ---- | ---- | ---- | ---- |
| 406  | 410  | 383  | 371  | 389  | 383  | 384  | 353  | 327  |

| 1905 | 1910 | 1921 | 1926 | 1931 | 1936 | 1946 | 1954 | 1962 |
| ---- | ---- | ---- | ---- | ---- | ---- | ---- | ---- | ---- |
| 320  | 301  | 222  | 214  | 216  | 229  | 209  | 281  | 221  |

| 1968 | 1975 | 1982 | 1990 | 1999 | 2004 | 2006 | 2009 | 2014 |
| ---- | ---- | ---- | ---- | ---- | ---- | ---- | ---- | ---- |
| 235  | 213  | 205  | 214  | 249  | 254  | 256  | 238  | 246  |

| 2019 | 2022 | - | - | - | - | - | - | - |
| ---- | ---- | - | - | - | - | - | - | - |
| 278  | 308  | - | - | - | - | - | - | - |

## Économie
Le village compte cinq entreprises locales : Design et Maison, SARL RN Services, Chery Jean S.A., L'Imprevu ??? et M.P. Construction.

## Culture locale et patrimoine

### Lieux et monuments

#### Édifices civils

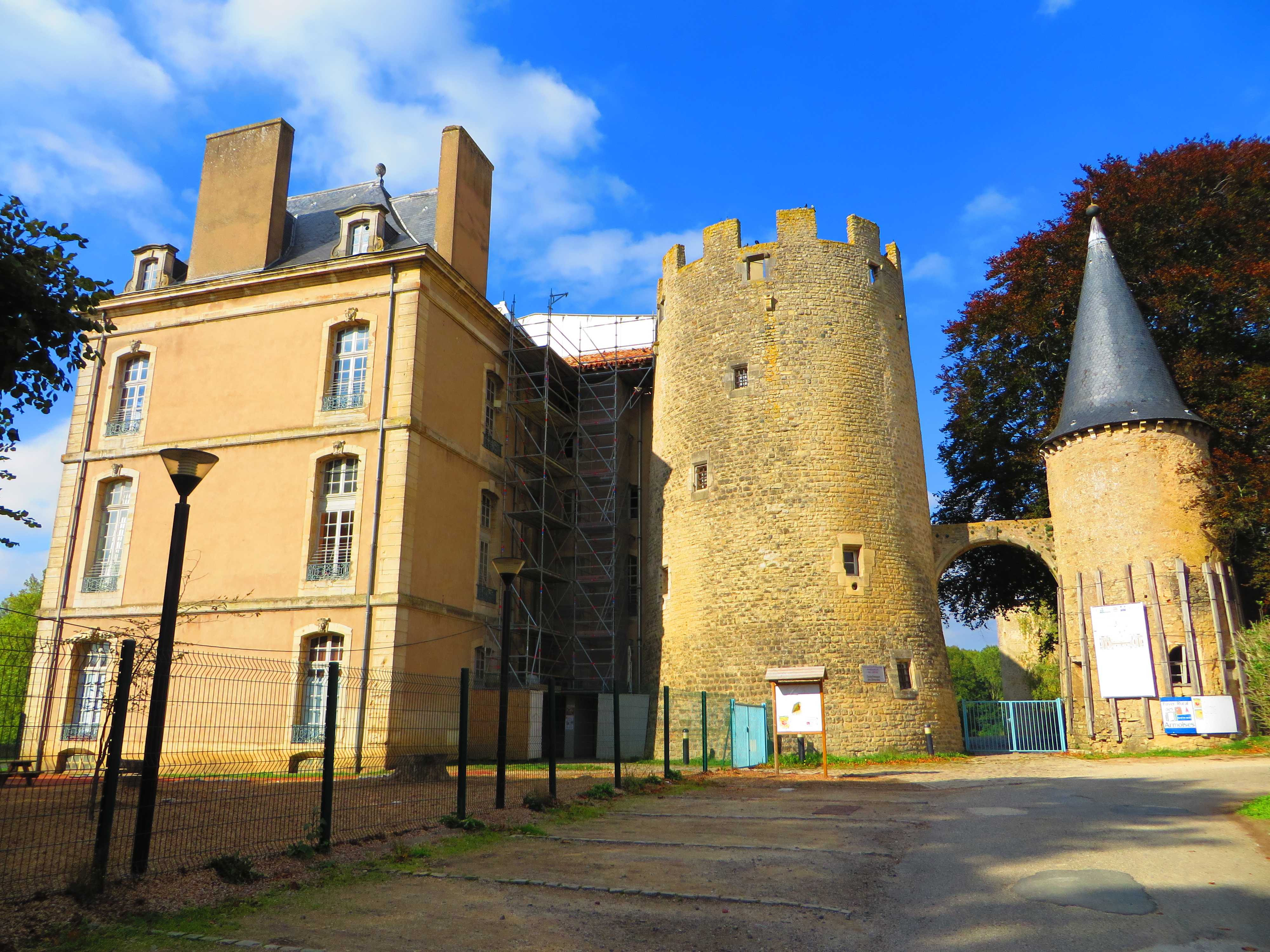
Le château.

- Château d'Aulnois qui surplombe la Seille, au cœur du village d'Aulnois-sur-Seille, maison forte XIVe siècle, remaniée XVe siècle, reconstruite XVIIIe siècle ; parties anciennes : grosse tour XVe siècle, tour carrée, corps de bâtiment XVIe siècle ; façade de Boffrand XVIIIe siècle : deux pavillons latéraux à frontons triangulaires, un pavillon central, deux terrasses, pyramide de pierre ; le château est classé au titre des monuments historiques par arrêté du 7 mai 1963 et inscrit pour protection le 27 septembre 2013[21].
- fête communale : chaque année, la fête patronale se déroule le troisième dimanche de septembre.

#### Édifices religieux

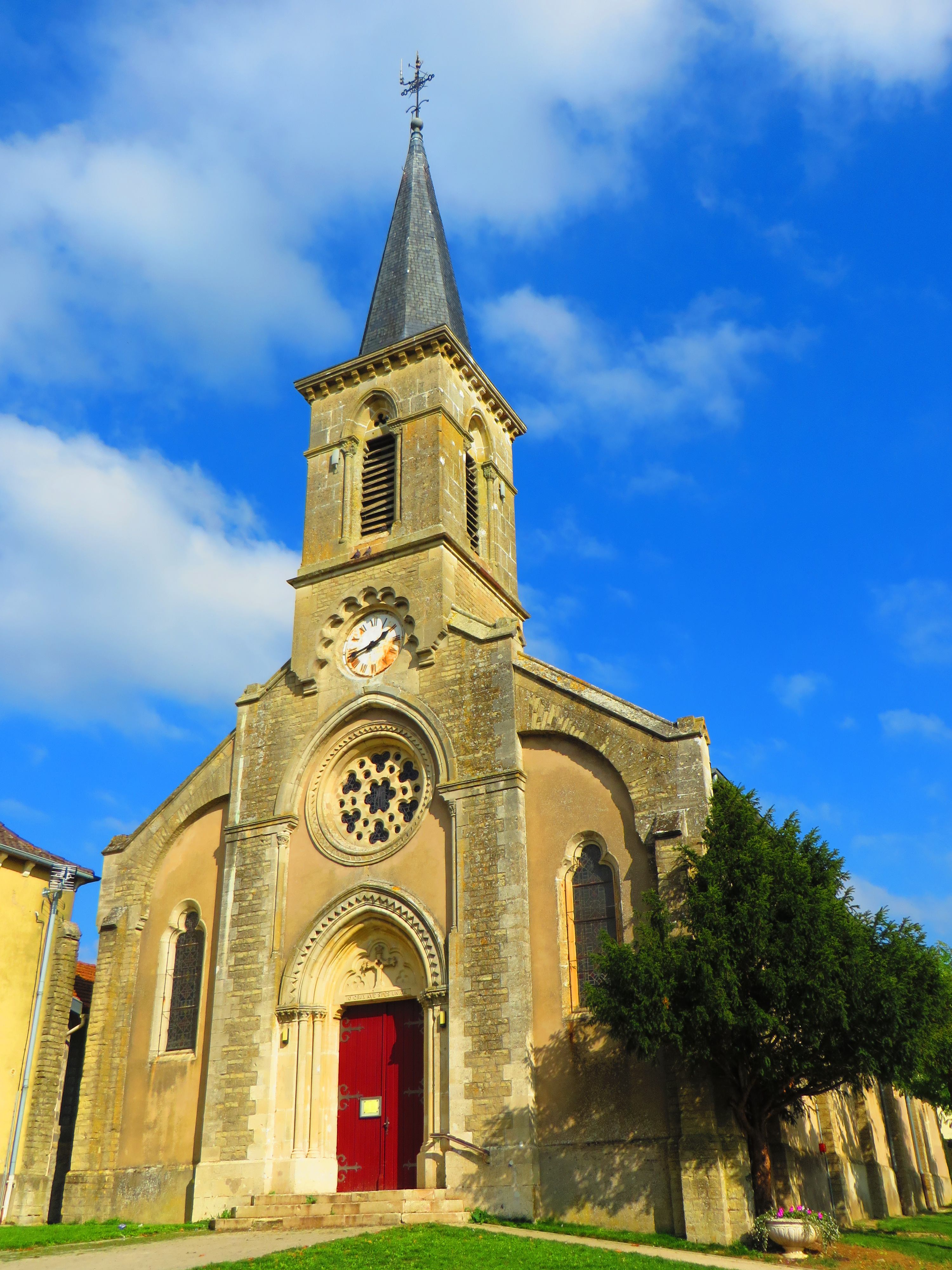
L'église de l'Exaltation-de-la-Sainte-Croix.

- église de l'Exaltation-de-la-Sainte-Croix néo-romane, 1860.

### Personnalités liées à la commune
- Michel-Joseph de Cœurderoy, marquis d'Aulnois.

### Héraldique
| Blason de Aulnois-sur-Seille | Blason  | D'argent à la fasce de sable surmonté d'un lion léopardé de gueules. |
| Blason de Aulnois-sur-Seille | Détails | Le statut officiel du blason reste à déterminer.                     |